# Vila Olímpica Elzir Cabral
Het Vila Olímpica Elzir Cabral is een multifunctioneel stadion in Fortaleza, een stad in Brazilië. 
Het stadion wordt vooral gebruikt voor voetbalwedstrijden, de voetbalclub Ferroviário AC maakt gebruik van dit stadion. In het stadion is plaats voor 3.500 toeschouwers. Het stadion werd geopend in 1989. De bijnaam is 'Ferrão'. Het stadion is vernoemd naar Elzir Cabral, voorzitter van de club Ferroviário.